# Stanisław Dziuba
Stanisław Jan Dziuba OSPPE (ur. 27 kwietnia 1960 w Radomsku) – polski duchowny katolicki, paulin, biskup diecezjalny diecezji Umzimkulu w Południowej Afryce od 2009.

## Życiorys
Do Zakonu Paulinów wstąpił 24 sierpnia 1979. Pierwszą profesję zakonną złożył 25 sierpnia 1980. W latach 1980–86 kształcił się w Wyższym Seminarium Duchownym Zakonu Paulinów w Krakowie Na Skałce. 21 września 1985 złożył śluby wieczyste. Święcenia diakonatu przyjął 14 grudnia 1985 z rąk bp. Tadeusza Szwagrzyka. 31 maja 1986 przyjął na Jasnej Górze święcenia prezbiteratu z rąk bp. Stanisława Nowaka.
Do 1987 był mistrzem nowicjatu w sanktuarium maryjnym w Leśniowie, po czym wyjechał do Stanów Zjednoczonych, gdzie do 1991 pracował duszpastersko w tzw. Amerykańskiej Częstochowie w Doylestown (archidiecezja filadelfijska).
W 1991 wyjechał do pracy duszpasterskiej w diecezji Umzimkulu w RPA. Pełnił tam różne funkcje, m.in. był proboszczem i miejscowym przełożonym paulinów w miejscowości Centocow (południowoafrykańska Częstochowa), diecezjalnym kierownikiem duchowym Sodalicji Najświętszego Serca, diecezjalnym koordynatorem katechezy. Od 1 maja 2008 piastował stanowisko wikariusza generalnego tej diecezji.
31 grudnia 2008 papież Benedykt XVI mianował go biskupem Umzimkulu. Sakry biskupiej udzielił mu 14 marca 2009 kardynał Wilfrid Fox Napier OFM, razem z nuncjuszem Jamesem Greenem i biskupem radomskim Zygmuntem Zimowskim.